# Gabo Correa
Gabriel Horacio Correa (19 de diciembre de 1964), conocido como Gabo Correa, es un actor argentino de cine, teatro y televisión. Se hizo conocido en 2008 después de su actuación como Tolosa en Don Juan y su bella dama.

## Biografía
Gabo Correa es oriundo de Carapachay, estudió teatro, técnicas de teatro, curso de clown. Estudió en 1985 en el Conservatorio Nacional de Arte Dramático y egresó en 1988. Realizó cursos de entrenamiento actoral en 1987 y 1988.

## Carrera
En 2001 actuó en 22, el loco junto al productor Adrián Suar con el personaje del Padre Lorenzo, y en teatro en Casa de muñecas, según el diario La Nación:

«Gabo Correa se ve como encorsetado en un esquema que le impide cualquier integración al juego de emociones. Le falta convicción a su personaje para que resulte verosímil.»

En 2004 debutó como director en una obra de teatro sobre Eva Perón.
En 2005 actuó en la serie Mujeres asesinas en la primera temporada, en el capítulo 9 llamado "Margarita Herlein, probadora de hombres" con Araceli González, Daniel Kuzniecka, Raúl Rizzo, Osvaldo Santoro, Rafael Ferro y Claudio Gallardou; y en la tira de Telefé llamada Algo habrán hecho en el papel de Domingo French, en los episodios "El hijo de la Patria" y en "Un posible comienzo". También participa en un capítulo de la sitcom Casados con hijos.
En 2006 actuó en la tira juvenil Alma pirata en el papel de Reno, en 3 capítulos y en el unitario de la segunda temporada de Mujeres asesinas en el episodio 32, "Nélida, tóxica", junto a Laura Novoa, Fernán Mirás y Graciela Pal. 
En 2006 actuó en la obra teatral Hamelin del director Andrés Lima, de acuerdo a la crítica del diario La Nación, que lo calificó como muy bueno.

«El punto de partida de esta experiencia, que presentó primero a actores españoles y ahora a argentinos, fue una de las últimas piezas de Juan Mayorga, uno de los dramaturgos tal vez más exquisitos que ha dado el teatro español en las últimas dos décadas ( El traductor de Blumemger , Cartas de amor a Stalin ). Lo interesante de este proyecto Hamelin -que ya tuvo su versión con actores españoles- está precisamente en el valor de los intérpretes. Y el elenco argentino que ahora recupera esa historia lo hace con la misma capacidad de sus pares europeos porque, en verdad -matices más o menos-, de lo que se trata es de mostrar a una sociedad quebrada. La que las noticias de los diarios destacan de continuo, en la Argentina o en España. Donde aparecen seres pervertidos, pederastas que abusan de niños, pero también instituciones oficiales que pervierten a profesionales que defienden o castigan a niños o a delincuentes. El narrador de esa historia no es sólo Mayorga con su obra; es cada intérprete con su propia contradicción y dolor personal; con su capacidad de observar y analizar esos mundos tan opuestos como el de la marginalidad y el de los profesionales reconocidos por sus capacidades intelectuales. El director Andrés Lima y los actores -Arturo Bonín, Gabo Correa, Daniel Fanego, Daniel Hendler, Susana Lanteri, Mausi Martínez, Verónika Silva- saben muy bien que hay una tensión que el espectáculo debe contener y ella asoma en la fricción entre esos mundos. Ahí es cuando la reflexión se impone y también es ahí cuando el espectador, movilizado, descubre su pensamiento. En definitiva, es como un juez que después de escuchar una serie de alegatos dará su veredicto, pero no sobre la representación que acaba de ver, sino sobre el mundo que habita.»

En 2007 actúa en la serie de Canal 13, El hombre que volvió de la muerte y en la obra teatral La persistencia donde, según el diario La Nación, tuvo una actuación "memorable":

«Carolina Fal y Gabo Correa, dos actuaciones memorables... era hora de que Gabo Correa tuviera su oportunidad en un personaje de esta envergadura. El vínculo que logra con Fal es vigoroso. Tanto él como Horacio Acosta hacen de sus criaturas seres potentes en diferentes dimensiones. Los tres realizan un trabajo físico admirable. Por su parte, Sandro Nunziata pone presencia sólida en su importante rol de "El Silencioso".»

En 2008 actuó en Don Juan y su bella dama como Asencio Tolosa, un policía que trabajaba junto a Eugenia Gutiérrez (Mónica Scapparone).
En el 2009 actuó en la película El último verano de la Boyita con Guadalupe Alonso, Mirella Pascual, Nicolás Treise y Guillermo Pfening, de la directora Julia Solomonoff.
En 2011 en El elegido, telenovela de Telefé, representó al psiquiatra Rogelio Rossi que atiende a Verónica (Leticia Brédice) y forma parte de la logia, y en teatro destacó en Código de familia de Eva Halac junto a Arturo Bonín, Tomás Fonzi, Raúl Rizzo y Alejandra Darín. Se trata de «una comedia negra que transcurre en el Buenos Aires del 82 cuando no se hablaba de pesos sino de millones, mientras la guerra de Malvinas se posaba como una sombra sobre la ciudad. Un abogado recibe a su primer cliente, un desesperado que desea recuperar a su esposa, amante de un comisario de la policía. La historia de un caso real ocurrido en un país devastado, donde la Justicia solo figura en los chistes de abogados».

## Trayectoria

### Televisión
1. 1995 - La hermana mayor
2. 1997 - R.R.D.T. - (Dir. Jorge Nisco. Pol-ka)
3. 1997 - Archivo Negro (Dir. Fernando Bassi)
4. 1998 - Operación rescate (Dir. Fernando Bassi) - Matón 1.
5. 1998 - Chica cósmica (Dir. Marcos Carnevale)
6. 1998 - Gasoleros (Dir. Óscar Rodríguez. Pol-ka Producciones)
7. 1999 - Campeones de la vida (Dir. Óscar Rodríguez. Pol-ka)
8. 1999 - El hombre (Dir. Jorge Nisco. Pol-ka)
9. 2000 - Los médicos de hoy (Dir. Oscar Maresca)
10. 2001 - El sodero de mi vida (Dir. Óscar Rodríguez. Pol-ka)
11. 2001 - 22, el loco (Dir. Jorge Nisco. Pol-ka) - Cura Lorenzo.
12. 2003 - Rincón de luz (Canal 9) - Pedro
13. 2004 - Locas de amor (Pol-ka)
14. 2004 - El deseo (Telefe)
15. 2004 - Epitafios, Pol-ka/ HBO - Gómez.
16. 2004 - Mosca & Smith, Telefe
17. 2005 - Los Roldán, Canal 9
18. 2005 - Algo habrán hecho, Cuatro Cabezas - Domingo French.
19. 2005-2006 - Casados con hijos (Telefe)
20. 2005 - Vientos de agua, Pol-ka/ Tele 5 (Madrid)
21. 2006 - Hechizada, Telefe
22. 2006 - Amo de casa, Canal 9
23. 2006 - Al límite, Eendemol
24. 2006 - Alma pirata (Telefe) - Reno.
25. 2006/05 - Mujeres asesinas (Canal 13) - s/d.
26. 2006 - Doble venganza, Endemol - Javier Rosenthal.
27. 2007 - Amas de casa desesperadas
28. 2007 - El hombre que volvió de la muerte (Canal 13) - Camilo.
29. 2007 - Casi ángeles (Telefe) - Malatesta (psicológico).
30. 2008 - Don Juan y su bella dama (Telefe) -  Oficial Asensio Tolosa.
31. 2010 - Malparida (Canal 13)
32. 2011 - El elegido (Telefe) - Rogelio Rossi.
33. 2011 - El pacto -
34. 2011 - Los Únicos (Canal 13) - Norberto Reyes.
35. 2011 - Peter Punk (Disney XD)- Alfo Rojo.
36. 2011 - Proyecto aluvión (Canal 9) - Lucio.
37. 2012 - Amores de historia (Canal 9)
38. 2012 - Dulce amor (Telefe) - Camilo.
39. 2013 - Historias de corazón (Telefe) - Ep: La profe
40. 2013 - Los vecinos en guerra (Telefe) - Eduardo Patenza
41. 2013 - Dos por una mentira (Canal 10) - Fredi
42. 2014 - Somos familia (Telefe) - Sergio Miranda, participación en el primer capítulo.
43. 2015 - Viudas e hijos del rock and roll (Telefe) - Fiscal
44. 2015 - Milagros en campaña (Canal 9) - Sebastián.
45. 2016 - Educando a Nina (Telefe) - Roberto
46. 2017 - Cartoneros (Canal 9) - Figueroa.
47. 2019 - Monzón (Space) - Aparicio.
48. 2020 - La persuasión (TV Pública) - Inspector Pinzón.
49. 2023 - Argentina, tierra de amor y venganza (Canal 13) - Intendente.
50. 2024 - Buenos chicos (Canal 13) - Ricci.
51. 2025 - Menem (Prime Video) - Mohamed Alí Seineldín.

### Cine
1. 1995 - El censor - Dir. Eduardo Calcagno.
2. 1997 - Otario, Dir. Diego Arsuaga (Uruguay)
3. 1997 - Silvia Prieto, Dir. Martín Rejtman - Devi.
4. 1997 - Comodines (Dir. Jorge Nisco. Pol-ka Producciones)
5. 1998 - Diario para un cuento
6. 1998 - Tesoro mío, Dir. Sergio Bellotti
7. 1999 - Esa maldita costilla, (Dir. Juan José Jusid) - Mozo restaurante 2.
8. 1999 - Plata quemada, Dir. Marcelo Piñeyro
9. 1999 - Invierno mala vida (Dir. Gregorio Cramer) -
10. 2000 - La fuga, Dir. Eduardo Mignogna
11. 2000 - Nueve reinas, Dir. Fabián Bielinsky. PATAGONIK FILMS - Encargado 24 h
12. 2000 - Apariencias (Dir. Alberto Lecchi. Pol-ka) - Blanco.
13. 2000 - Felicidades, Dir. Lucho Bender
14. 2000 - Papá es un Ídolo, Dir. Juan José Jusid
15. 2003 - El delantal de Lili - Amigo de Ramón.
16. 2003 - El día que me amen, Dir. Daniel Barone - Oscar.
17. 2004 - Whisky Romeo Zulu, Dir. Enrique Piñeyro - Marido de Marcela
18. 2005 - El sur de una pasión - Señor.
19. 2006 - Zenitram, Dir. Luis Barone
20. 2007 - La revolución es un sueño eterno Nemecio Juárez
21. 2008 - Bye Bye life - Novio.
22. 2008 - El último verano de La Boyita (Dir. Julia Solomonoff) - Eduardo.
23. 2009 - Las viudas de los jueves de Claudia Piñeiro, Dir. Marcelo Piñeyro - Sergio.
24. 2011 - Para ella todo suena a Frank Pourcell, Dir Jazmin Stuart
25. 2011 - Línea blanca, Dir. Ricardo Díaz Iacoponi
26. 2011 - Un amor, Dir. Paula Hernández
27. 2015 - El Clan - Juez.
28. 2023 - Lennons - Taxista.

### Video
1. 1992 - Sex Humor - Dir. Alejandro Cristian Fernández.

### Teatro
1. 1986 - Babilonia de Armando Discépolo. Dir. Rubén Szuchmacher
2. 1987 - Babilonia de Armando Discépolo
3. 1988 - Hijos nuestros de Rodrigo Cárdenas. Dir. Iván Moschner
4. 1988 - El debut de la piba de R. Cayol. Dir. Viviana Tellas
5. 1988 - El sueño de una noche de verano de W. Shakespeare. Dir. Rubén Szuchmacher
6. 1988 - Juan Moreira de Eduardo Gutiérrez y José Podestá. Dir. Rubén Szuchmacher
7. 1989 - Fragmentos de teatro 2 de Samuel Beckett. Dir. Diego Cosin
8. 1989 - Tangos, tongos y tungos de Carlos M. Pacheco. Dir. Omar Viola
9. 1992 - Esperes Espectáculo de LA PISTA 4
10. Teatro Municipal General San Martín. Gira por Alemania - Festival de Nantes
11. 1992 - Almas examinadas Espectáculo de LA ORGANIZACIÓN NEGRA
12. 1993 - La imperdible de Sevilla, España
13. 1993 - Esperes Festival de teatro de La Habana, Cuba
14. 1994 - Las viejas putas de Copi. Dir. Miguel Pittier
15. 1994/93 - Nada lentamente Espectáculo de LA PISTA 4
16. 1996 - La desgracia Espectáculo de LA PISTA 4
17. 1998 - Cadáveres de Néstor Perlongher. Espectáculo de LA PISTA 4. Babilonia
18. 1999 - Teresa R de Émile Zola. Dir. Luciano Suardi
19. 1999 - La pecadora, habanera para piano de A. Genta. Dir. Cristina Banegas
20. 2000 - Cyrano de Bergerac de Edmond Rostand. Dir. Norma Aleandro
21. 2000 - El secreto de la luna de Julio Beltzer. Dir. Roberto Villanueva
22. 2001 - Casa de muñecas de Henrik Ibsen. Dir. Alejandra Ciurlanti
23. 2001-03 - Cachafaz de Copi. Dir. Miguel Pittier.[10]
24. 2002 - Freno de mano de Víctor Winer. Dir. Roberto Villanueva
25. 2003 - Las variaciones Goldberg de George Tabori. Dir. Roberto Villanueva
26. 2004 - Hamlet William Shakespeare de Luis Cano. Dir. Emilio García Wehbi
27. 2004 - Eva Perón de Copi. Dir. Gabo Correa
28. 2005 - Numancia de Miguel de Cervantes, Dir. Daniel Suárez Marzal
29. 2005 - El pan de la locura de Carlos Gorostiza. Dir. Luciano Suardi
30. 2006 - Hamelin, Dir. Andrés Lima.
31. 2007 - La persistencia de Griselda Gambaro, Dir. Cristina Banegas.
32. 2009/10 - Agosto de Tracy Letts, Dir. Claudio Tolcachir
33. 2011 - Código de familia.[11]